# Ruellia woodii
Ruellia woodii är en akantusväxtart som beskrevs av C. B. Cl.. Ruellia woodii ingår i släktet Ruellia och familjen akantusväxter. Inga underarter finns listade i Catalogue of Life.